# Dívčí hrady (Praha)

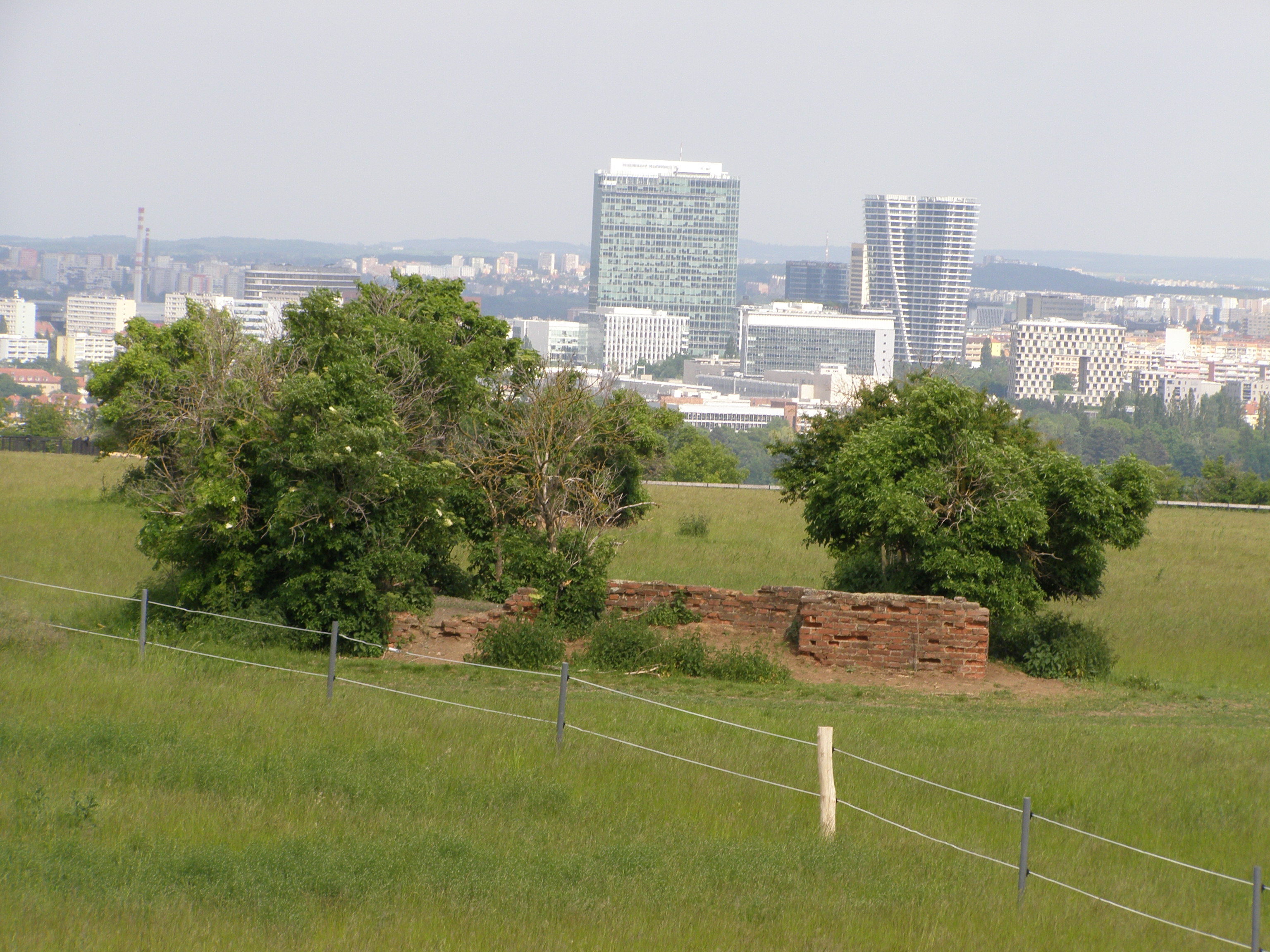
Křovinami zarostlé zbytky nízkých cihlových zídek, pozůstatek německých protiletadlových palebních pozic ze druhé světové války. Stanoviště uvnitř výběhu koní Převalského (červen 2021)

Dívčí hrady je druhý název návrší Děvín a též název převážně vilové čtvrti a stejnojmenné ulice na severozápadním úbočí kopce, spadající do katastrálních území Smíchov a Radlice v Praze. 
Jako Dívčí hrady se označuje zejména severní část kopce, k vilové čtvrti z jihu přiléhá přírodní památka Ctirad. Jižní část kopce s vrcholem Děvín patří do přírodního parku Prokopské a Dalejské údolí a jižní úbočí do přírodní rezervace Prokopské údolí. Zástavbou na severozápadním svahu Děvína (Závěrka, Kesnerka, Koulka atd.) jsou Dívčí hrady urbanisticky propojeny se Smíchovem. Jako Dívčí hrady se označuje též rozsáhlá náhorní pláň s pomístním jménem Na rovinách, která sahá na západ do katastrálního území Jinonic a ke starým Butovicím.

## Dostupnost
Dopravně je čtvrť dostupná z Radlické ulice, blízko se nachází také stanice metra Radlická. Vilovou čtvrť Dívčí Hrady obsluhuje polookružní autobusová linka 231, jež sem vede ze zastávky Na Knížecí a autobusová linka 153, která zajíždí až do zastávky Nad Dívčími Hrady a spojuje Dívčí Hrady, Malvazinky a zastávku tramvají U Zvonu. Linka 231 je provozována Dopravním podnikem hl. m. Prahy a obsluhována standardními nízkopodlažními vozy. Linka 153 je provozována dopravcem About Me a obsluhována nízkopodlažními minibusy. Železniční trať 122 prochází obloukem po úbočí kopce, mezi zastávkami Praha-Žvahov a  Praha-Jinonice však nemá u čtvrti Dívčí Hrady žádnou zastávku. Dobrá dostupnost je také z autobusové zastávky Prosluněná.

## Územní plán
Koncept nového Územního plánu hlavního města Prahy počítá s Dívčími hrady jako všestranným rozvojovým územím. Počítá se zde s pozemky pro nový rozsáhlý kampus Univerzity Karlovy (západ, východ a jihovýchod lokality Dívčí hrady), západní část je uvedena jako významné městské rozvojové území (M/9, vymezeno 62,87 ha zastavitelného území) a východní část jako významné krajinné rozvojové území (Z/13, vymezeno 62,01 ha). Jih a sever plošiny jsou vedeny jako územní rezervy pro zástavbu (UU/29 a UU/30). Oblast Dívčích hradů (S/18) má rozhodování o změnách využití být podmíněno prověřením územní studií. Návrh počítá s vybudováním lanové dráhy Radlická – Dívčí hrady.

## Připomínky 2. sv. války
V lokalitě Dívčí hrady začala německá armáda budovat od podzimu roku 1944 šestici protiletadlových palebních stanovišť, která měla být osazena speciálními protiletadlovými kanóny. Vybudování tohoto tzv. „flaku“ mělo nahradit německou protiletadlovou obranu, která v té době sídlila na jinonickém vlakovém nádraží. Konec druhé světové války však zapříčinil, že žádná ze šesti pozic nebyla stavebně zcela dokončena, Němci stačili postavit u každého stanoviště jen cihlové podezdívky vyvýšené asi 50 cm nad terén louky. Na starých ortofotomapách z roku 1945 je všech těchto šest flaků zobrazeno, ale od konce 50. let 20. století do dnešní doby (rok 2021) se na Dívčích hradech částečně zachovaly jen tři pozice. V terénu louky jsou jasně patrné jako enklávy silně zarostlé náletovými dřevinami kolem rozpadajících se cihlových zídek. Dobře vidět jsou z dřevěné patrové vyhlídky na koně Převalského při pohledu západním směrem ve vzdálenosti asi 50 až 150 metrů. Volně přístupné je jediné, a to nejbližší stanoviště (ve vzdálenosti cca 50 m od vyhlídky); zbylá dvě vzdálenější se již nacházejí ve výběhu pro koně Převalského, a jsou tudíž veřejnosti nepřístupné.

## Koně Převalského
Dle projektu společností ARW architekti bylo v lokalitě vybudováno chovatelské zázemí pro koně včetně ohrady, která ohraničuje pastvinu o ploše rovnající se zhruba rozloze pěti Václavských náměstí. Dle plánu Zoologické zahrady hlavního města Prahy zde byly 19. dubna 2021 umístěny čtyři klisny koně Převalského. Mají jména Xicara, Khamiina, Gruhne a Lana:
- Lana se narodila v srpnu 2016 v Kolíně nad Rýnem v tamější zoologické zahradě a v roce 2018 lety přišla do Dolního Dobřejova, kde má zoologická zahrada chovnou a aklimatizační stanici.
- Khamiina se narodila roku 2017 také v Německu, v zoologické zahradě Tierpark Berlin. V Dolním Dobřejově žila od roku 2019.
- Gruhne pochází z Belgie, z rezervace Reserve d'Animaux Sauvage, kde se narodila v červenci 2017 a odkud o dva roky později odcestovala do chovné stanice.
- Xicara se v červenci roku 2018 narodila přímo v trojském areálu pražské zoo.[7]

Do nového výběhu byly klisny převezeny z Chovné a aklimatizační stanice Zoo Praha v Dolním Dobřejově. Koně tam chovatelé množí a shromažďují mimo jiné před transporty do Mongolska v rámci projektu Návrat divokých koní. Vypásání vegetace koňmi v této lokalitě by mělo vést k přirozené obnově původních společenstev rostlin a živočichů. Lesy hlavního města Prahy (LHMP) prostor u výběhů na jaře 2020 osadily mladými stromky v celkovém počtu pěti set. Součástí areálu na Dívčích hradech jsou také tři bezbariérové vyhlídky, z nichž mohou návštěvníci sledovat koně ze všech stran. Jedna z nich je vyvýšená, poskytuje tak mimo jiné i pohled na panorama Prahy.

## Galerie – koně Převalského

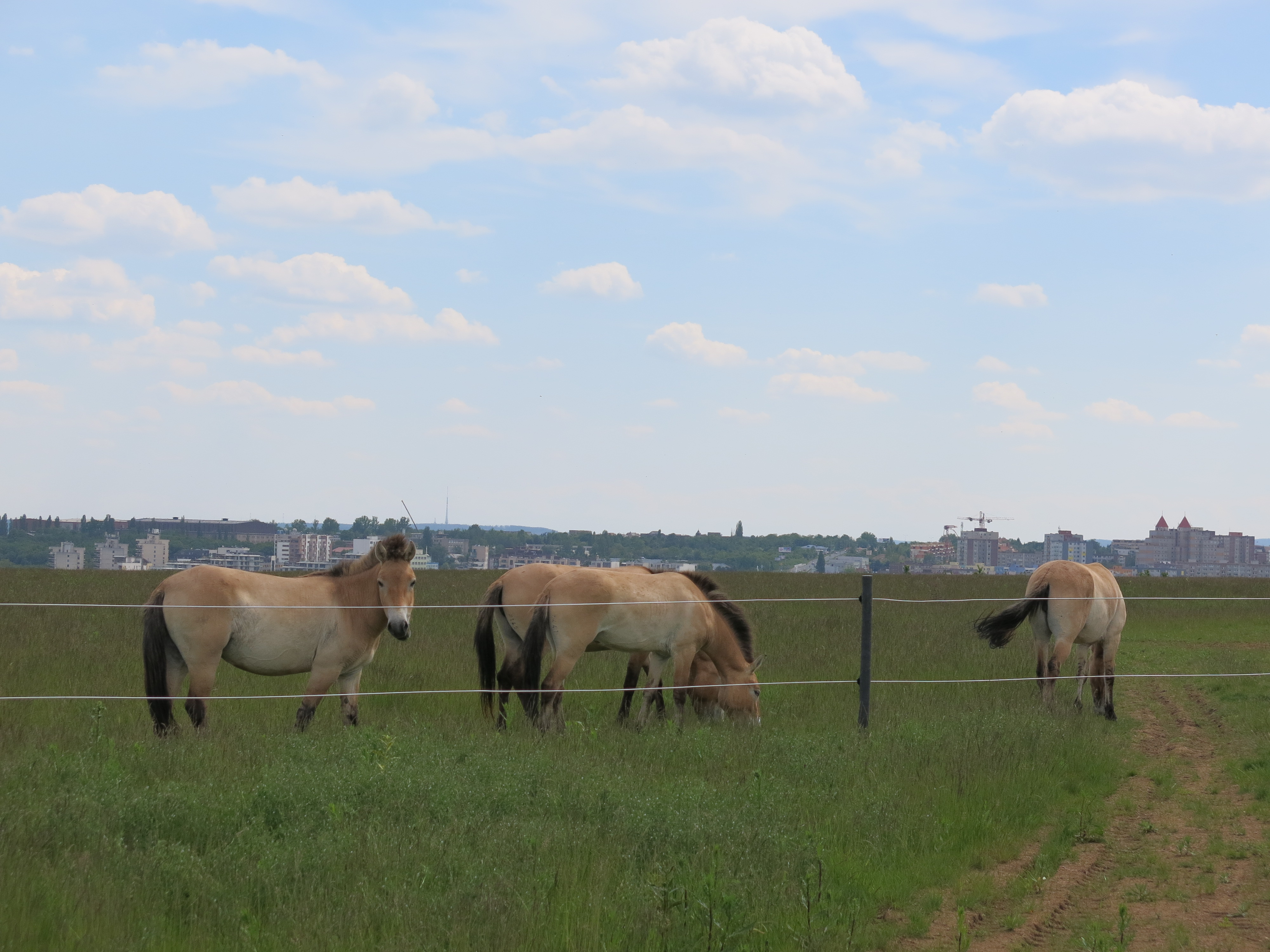
Koně Převalského (v pozadí Hlubočepy/Barrandov)
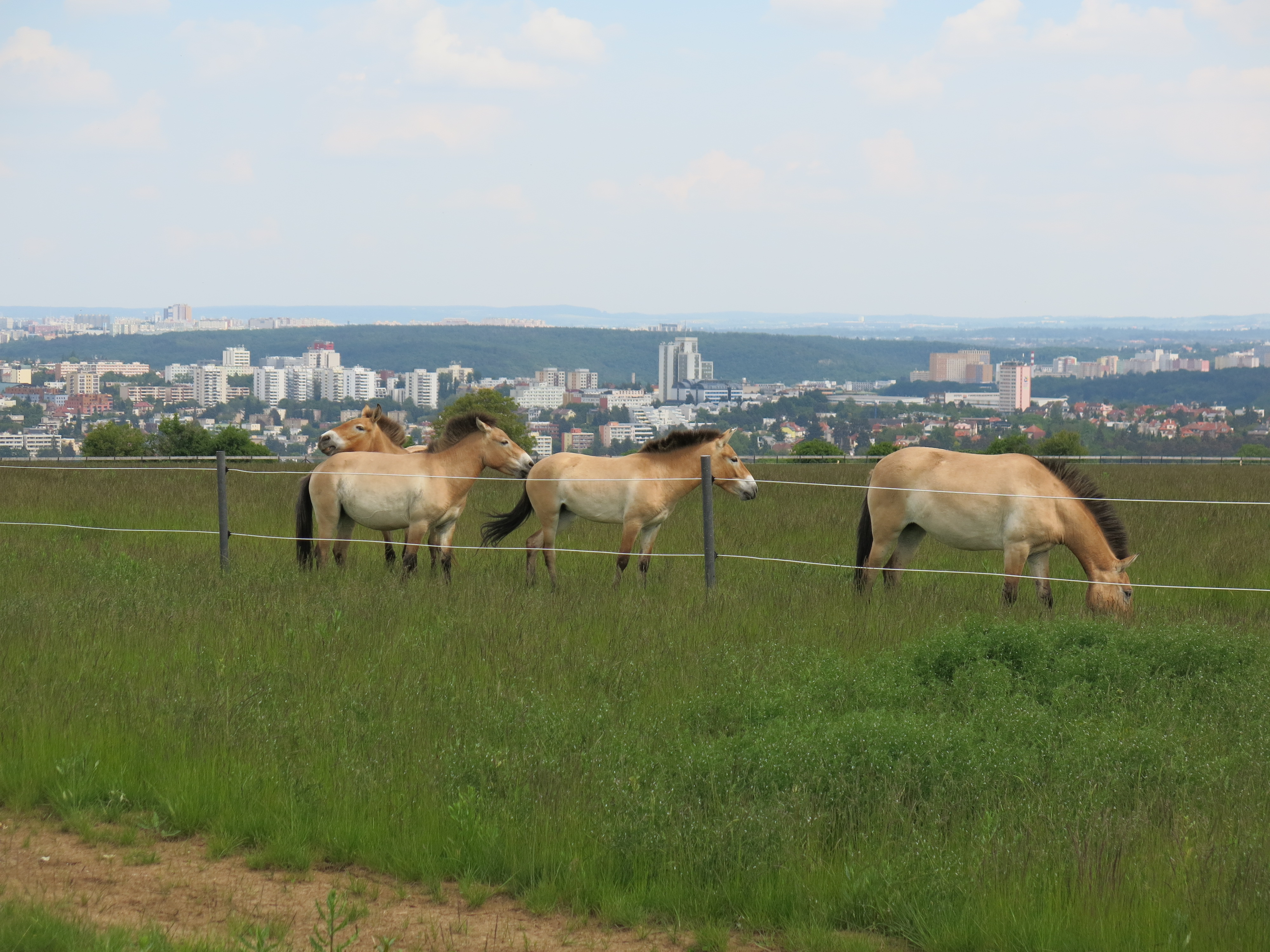
Koně Převalského (v pozadí část Prahy 4)
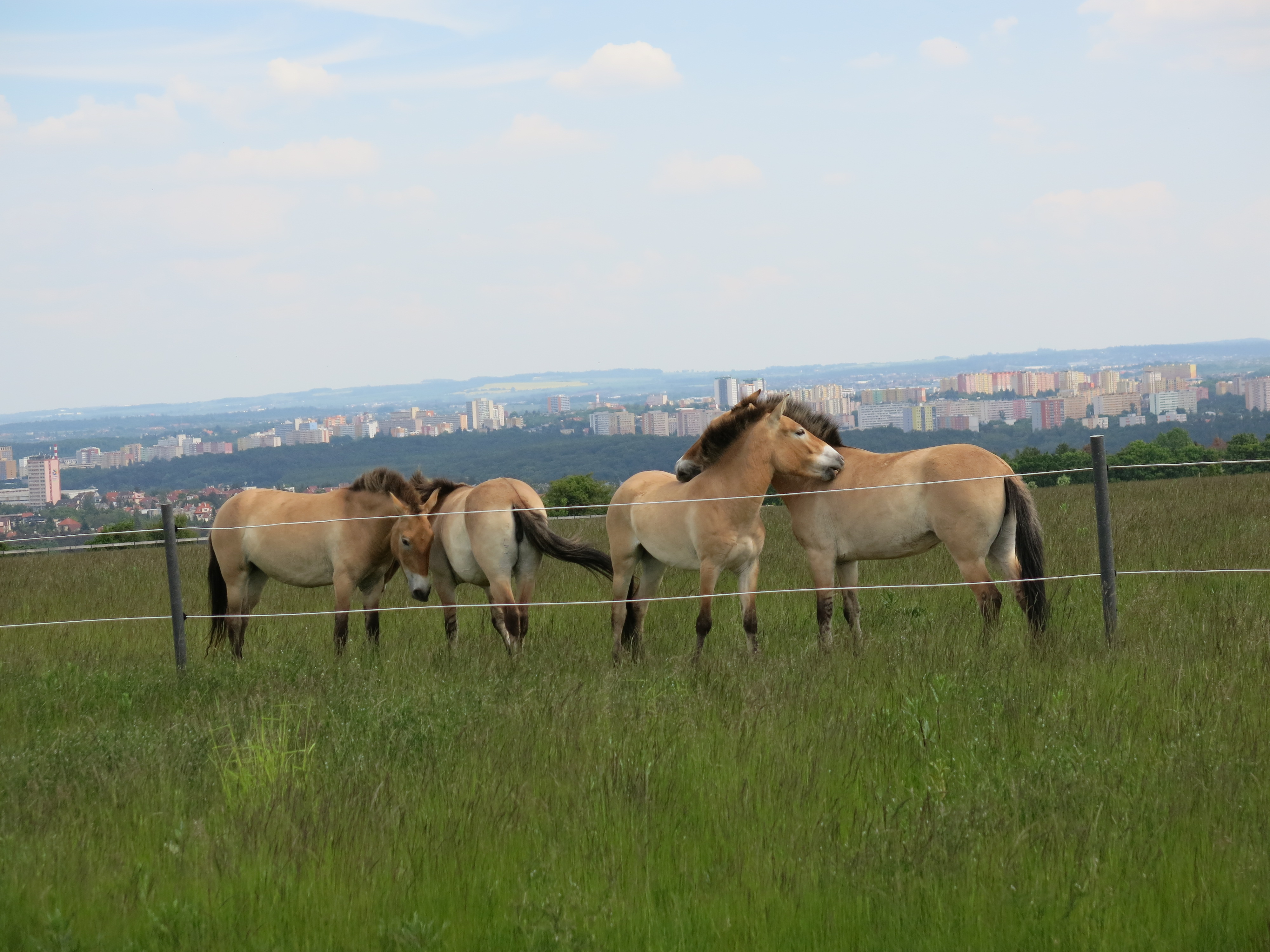
Koně Převalského (v pozadí Michelský a Kunratický les a část Prahy 4)

## Reintrodukce modráska vičencového
Modrásek vičencový (Polyommatus thersites) je druh denního motýla. Jeho živnými rostlinami jsou bobovité rostliny vičenec ligrus (Onobrychis viciifolia) a vičenec písečný (Onobrychis arenaria).
V Praze modrásek vičencový vyhynul v roce 2004. O 13 let později entomologové z Fakulty životního prostředí České zemědělské univerzity založili s podporou pražského magistrátu na bývalé orné půdě na Dívčích hradech plochy příhodné pro jeho život. První modrásky vičencové na ně vysadili v roce 2018; v pozdním létě 2019 zde žily již stovky jedinců. Díky obnovené populaci mohou entomologové získávat informace nutné k další ochraně motýla nejen v Praze, ale především v posledních místech jeho přirozeného výskytu v Českém středohoří a na jižní Moravě.

## Reintrodukce sysla obecného
Sysel obecný (Spermophilus citellus), kriticky ohrožený hlodavec
Do nové voliéry na Dívčích hradech Zoo Praha vypustila  dne 30. července 2024 sysly obecné v počtu 30 jedinců z trojské populace. Sysli zde najdou podmínky pro rozmnožování a budou sloužit jako zdroj pro další reintrodukci na různých místech České republiky.
Voliéra o rozměrech deset na šestnáct metrů je má chránit před predátory a zabránit tomu, aby se šířili do okolí předčasně. Zoo vybrala dvacet samic a deset samců, převážně mláďata, doplněná o dospělé jedince. Ve výběhu mají sysli přístřešky z dřevěných palet, v nichž mohou najít ochranu proti slunci nebo špatnému počasí a také rozmístěné ovoce a zeleninu nebo rozházené zrní.
Po Česku je k roku 2024 čtyřicet populací těchto hlodavců a jejich počet se odhaduje na šest tisíc.